# اسپتائا
اسپتائا (نام علمی: Spetaea) نام یک سرده از تیره مارچوبگان است.